# Distretto di Laishan
Il distretto di Laishan (福山区S, Láishān QūP) è un distretto della Cina, situato nella provincia dello Shandong e amministrato dalla prefettura di Yantai.